# Institut Internacional d'Història Social
L'Institut Internacional d'Història Social (neerlandès: Internationaal Instituut voor Sociale Geschiedenis, abreviatura: IISG) és un institut de recerca històrica situat a Amsterdam. Va ser fundat en 1935 per Nicolaas Wilhelmus Posthumus. L'IISG és part de la Reial Acadèmia Neerlandesa d'Arts i Ciències.

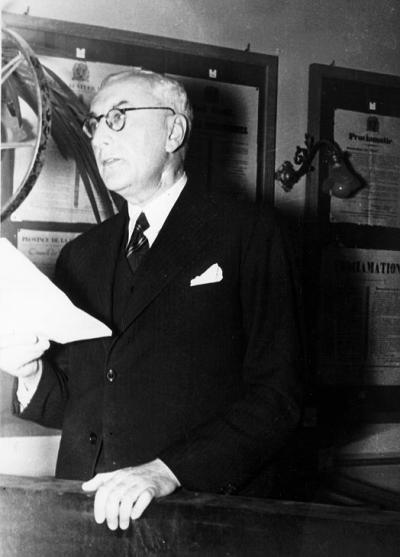
Posthumus, director (1937-1952) i pare fundador de l'IISH

Els grans arxius de l'institut (uns 50 km) apleguen els papers de nombroses organitzacions socials, inclosos els papers de Rosa Luxemburg, Friedrich Engels i Karl Marx (amb el manuscrit de Das Kapital).

## Història
L'Institut Internacional d'Història Social va ser fundat el 1935 per Nicolaas Wilhelmus Posthumus. Durant els primers anys Pòstum va aconseguir obtenir molts treballs d'anarquistes (els manuscrits de Bakunin) i dels moviments socialistes i socialdemòcrates d'Alemanya i Rússia.
Va ser fundat com a nova localització per a documents relatius als moviments socials, particularment el moviment obrer, després que la presa de poder dels nazis a Alemanya convertís aquest país en un lloc inadequat per a la seva salvaguarda; Moscou no va ser considerada una alternativa segura, en gran part a causa del model de la Unió Soviètica de "competició socialista".
Abans que els alemanys envaïssin els Països Baixos en 1940, es va traslladar els arxius més valuosos a Londres. Durant la guerra, molts arxius de l'IISG van ser transportats a Alemanya. La majoria dels papers van ser redescoberts a Hannover el 1946, i algunes altres col·leccions a arxius de Moscou en 1991. Van ser retornats posteriorment a Amsterdam.
El 1989, l'Institut Internacional d'Història Social es va traslladar a un nou local: un vell magatzem al Cruquiusweg a la part est d'Amsterdam.

## Arxius
L'institut és un dels majors centres del món per a documentació i recerca sobre història social. Entre els objectes en la seva custòdia s'inclouen els relatius a Diego Abad de Santillán, Alexander Atabekian, Angelica Balabanoff, Bernt Carlsson, Ruth Fischer, Emma Goldman, Rudolf Hilferding, Karl Kautsky, Gustav Landauer, Arthur Lehning, Max Nettlau, Theodor Liebknecht, Toma Sik, Lev Trotsky, (sis metres continus de material), Augustin Souchy, Georg von Vollmar, Friedrich Adler, Alexander Berkman, Wolfgang Abendroth i Wolfgang Harich, així com els arxius del Partit Social-Revolucionari de Rússia (1834-1934).
Els objectes relatius als lluitadors anarquistes i trotskistes en la Guerra Civil espanyola són també nombrosos. A més, els arxius de la Confederació Internacional d'Organitzacions Sindicals Lliures (214 metres de material) també es troba en l'IISG, així com els de la Fracció de l'Exèrcit Roig. En les últimes dècades l'Institut ha adquirit els arxius de Greenpeace i Amnistia Internacional.
Una institució relacionada són els Arxius Socials Suïssos a Zuric.

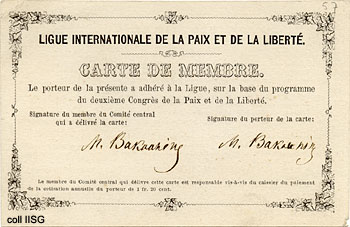
Arxiu Bakunin (IISG)
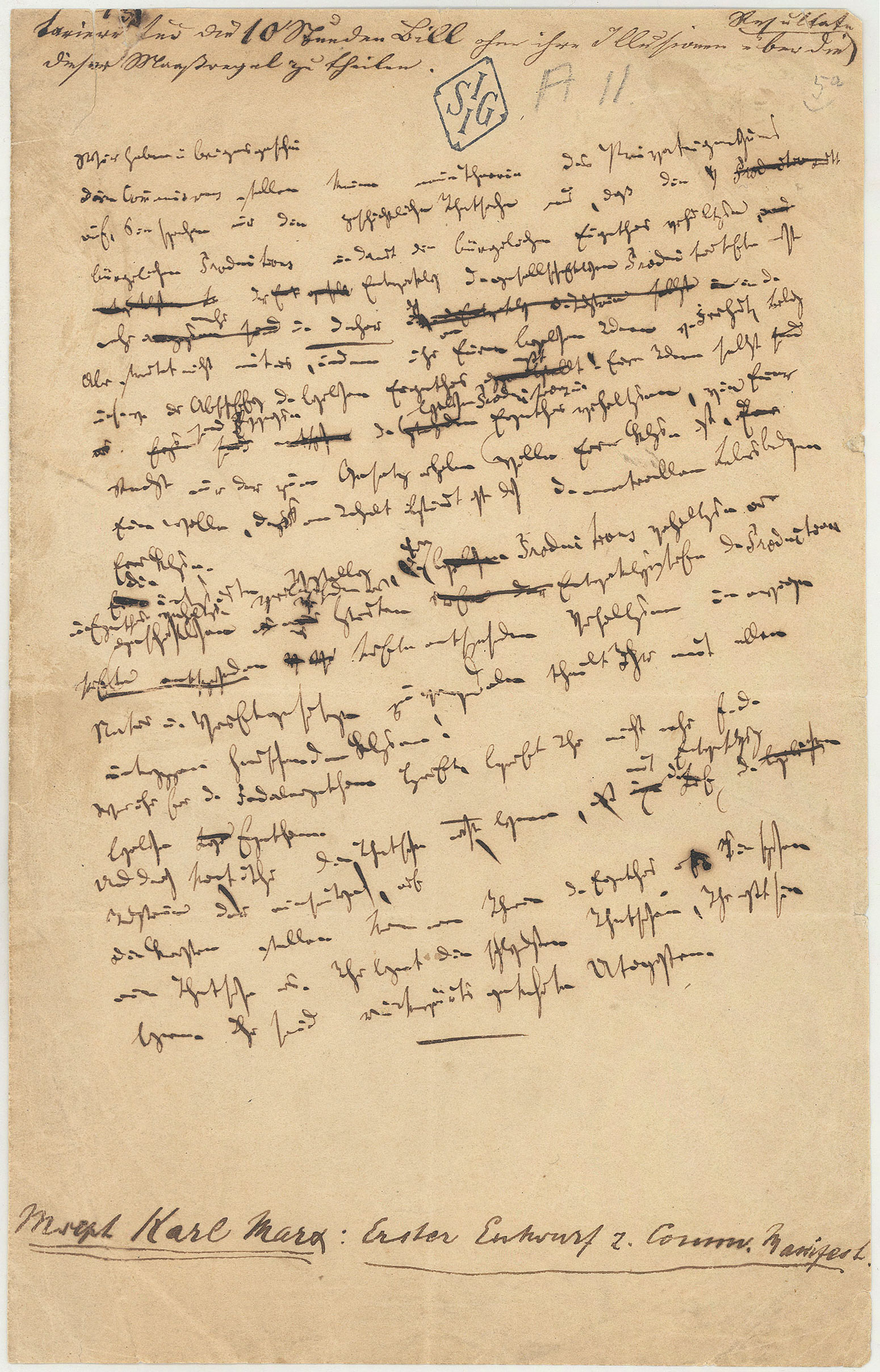
Manifest Comunista (Marx)
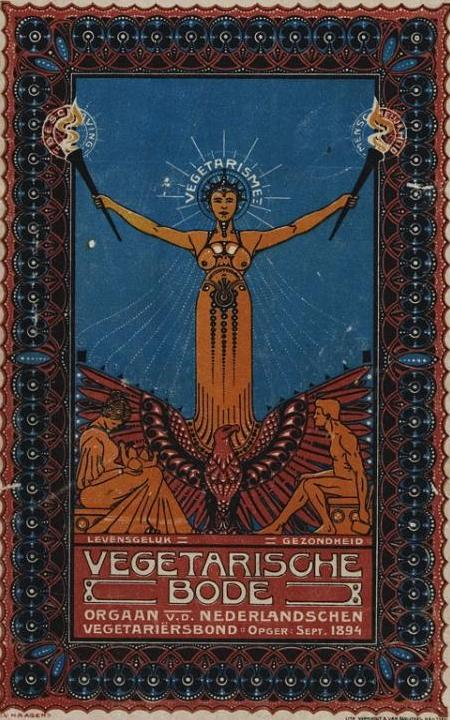
Vegetarische Bode

## Publicacions
L'IISG publica actualment, entre d'altres, els periòdics International Review of Social History (en cooperació amb Cambridge University Press), Social'naja istorija. Ezhegodnik, Tijdschrift voor Sociale en Economische Geschiedenis i Jaarboek voor Vrouwengeschiedenis.

## Conferències
L'IISG organitza de forma bianual la Conferència Europea d'Història Social.